# Detector d'emissió atòmica

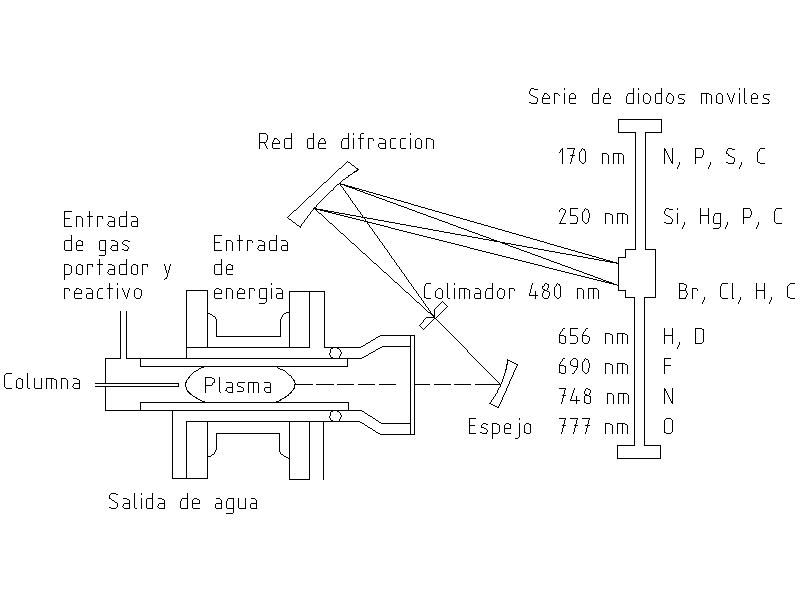
Diagrama d'un detector d'emissió atòmica (AED)

Un detector d'emissió atòmica (AED) s'utilitza en cromatografia de gasos. És un dels tipus de detectors més recents, i com el seu nom indica es basa en l'emissió atòmica.
El primer AED per a la cromatografia de gasos va ser introduït el 1989 per Hewlett-Packard (després Agilent Technologies) i el 2002 Agilent Technologies a través d'una llicència exclusiva va traspassar aquesta tecnologia a l'empresa Joint Analytical Systems GmbH a Moers (Alemanya) que d'allà en endavant produeix i desenvolupa el AED a Alemanya.
En aquest dispositiu el gas de sortida de la columna s'introdueix en un plasma de He mantingut per inducció de microones, que s'acobla a un espectròmetre d'emissió de sèries de díodes. L'alta temperatura assolida a l'interior del plasma (diversos milers de graus) és suficient per ionitzar totalment tots els àtoms de la mostra, i obtenir d'aquesta manera els seus espectres d'emissió. La radiació emesa és col·limada i es reflecteix en una xarxa de difracció, descomponent-se en les seves longituds d'ona individuals, i es recull en una fila de díodes, capaç de detectar en el rang de 170-837 nm. En els equips actuals (2005), aquest espectrofotòmetre permet detectar més que 26 elements, indicats en el diagrama.